# مجزرة المحمرة
مجزرة المحمرة أو مجزرة الأربعاء الأسود حدثت  بمدينة الخرمشهر بتاريخ 30 مايو 1979. استمرت ثلاثة أيام بلياليها قامت بها قوات الجیش وابعض للمليشيات  تابعة للحكومة الإيرانية قادمة ضد قوات المددعومه من قبل الحزب البعث بالقیادت الصدام.

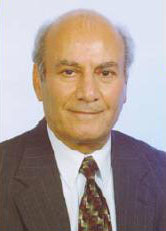
أحمد مدني محافظ الأحواز

وقد اندلعت الاشتباكات الدامية يوم الأربعاء 29 يونيو/حزيران 1979، بين قوات من الحرس الثوري وقوات الكوماندوز البحرية ومركز خرمشهر العسكري الثقافي (بقيادة محمد جهان آرا) من جهة، والقوات المعتمدة والمدعومة من قبل حزب البعث العراقي بقيادة صدام حسين، مثل المنظمة السياسية للشعب العربي المسلم في إيران، وجبهة تحرير الأهواز، وجماعة المجاهدين المسلمين العرب (بقيادة شاكر شكوري) من جهة أخرى. وذكرت صحيفة كيهان أن إجمالي الخسائر البشرية في اشتباكات ذلك اليوم في خوزستان حتى مساء الجمعة بلغت 49 قتيلاً و169 جريحاً، كما أعلن جبروتي قائد الحرس الثوري في خرمشهر أن حصيلة قتلى أحداث الأربعاء الأسود بلغت 70 قتيلاً و400 جريح.

نتج عن هذه المجزرة قتل واعدام أكثر  من 300 شخص من عرب الأحواز وجرح واعتقال المئات لدى سلطات الجمهورية الإسلامية الإيرانية . ويعتبر الأدميرال أحمد مدني وزير الدفاع الإيراني سابقاً الذي عينه رئيس وزراء إيران مهدي بازركان محافظاً للأحواز المتهم الرئيسي في تلك المجزرة .